# プレーヤーズ・チャンピオンシップ (カーリング)
プレーヤーズ・チャンピオンシップ (英語: Players' Championship) は、カナダで毎年開催されているカーリング大会。ワールドカーリングツアーにおける最高峰のグランドスラム・オブ・カーリングのひとつ。2024-25年シーズン現在の大会名称はAMJプレーヤーズ・チャンピオンシップ (英語: AMJ Players' Championship)。

## 概要
ワールドカーリングツアー (英語: World Curling Tour、略語: WCT) における最高峰のグランドスラム・オブ・カーリング (英語: Grand Slam Of Curling、略語: GSOC) としてカナダで行われる。男子は1992-93年シーズン、女子は2005-06年シーズンより開催され、GSOCの中で最も歴史と権威がある大会であり、シーズンナンバーワン決定戦。男女ともに12チームが出場する。マスターズ、ナショナル、カナディアン・オープンと合わせ「メジャー」指定大会。

## 出場資格
招待チームは下記の通りである。
- 世界カーリング連盟発表のワールド・カーリング・チーム・ランキング (英語: World Curling Team Ranking、略語: WCTR) 1～12位：計12チーム

招待チームが辞退した場合、WCTR13位以降のチームが繰り上げで出場資格を得る。

## 結果

### 男子
| 開催年       | 優勝スキップ                                             | 準優勝スキップ                                           | 開催地                   | 賞金総額（CAD） |
| ------------ | -------------------------------------------------------- | -------------------------------------------------------- | ------------------------ | --------------- |
| 1993         | ラス・ハワード                                           | ポール・サヴェージ                                       | カルガリー               | $100,000        |
| 1994         | ケビン・マーティン                                       | エドワード・ウェレニッチ                                 | カルガリー               | $100,000        |
| 1995（4月）  | マレー・マッキーチャーン                                 | ブラッド・ハイト                                         | セルカーク               | $100,000        |
| 1995（12月） | ウェイン・ミッドオー                                     | デール・デグッド                                         | ジャスパー               | $100,000        |
| 1997         | ラス・ハワード                                           | ランディ・ウォイトウィッチ                               | ウィニペグ               | $100,000        |
| 1998         | ケビン・マーティン                                       | ヴィック・ピーターズ                                     | フォートマクマレー       | $100,000        |
| 1999         | ウェイン・ミッドオー                                     | ラス・ハワード                                           | ウィニペグ               | $100,000        |
| 2000         | ケビン・マーティン                                       | ウェイン・ミッドオー                                     | ウィニペグ               | $100,000        |
| 2001         | ウェイン・ミッドオー                                     | ケビン・マーティン                                       | カルガリー               | $100,000        |
| 2002         | ウェイン・ミッドオー                                     | ヴィック・ピーターズ                                     | ストラスロイ＝カラドック | $100,000        |
| 2003         | ジェフ・ストートン                                       | ジョン・モリス                                           | ルドゥーク               | $100,000        |
| 2004         | ジョン・モリス                                           | ケビン・マーティン                                       | セントジョンズ           | $100,000        |
| 2005         | ケビン・マーティン                                       | ブラッド・グシュー                                       | セントジョンズ           | $100,000        |
| 2006         | ランディ・ファービー                                     | ケビン・マーティン                                       | カルガリー               | $100,000        |
| 2007         | ケビン・マーティン                                       | ブレイク・マクドナルド                                   | カルガリー               | $100,000        |
| 2008         | グレン・ハワード                                         | ケビン・マーティン                                       | セントジョンズ           | $100,000        |
| 2009         | ランディ・ファービー                                     | グレン・ハワード                                         | グランド・プレーリー     | $100,000        |
| 2010         | ケビン・マーティン                                       | ブラッド・グシュー                                       | ドーソン・クリーク       | $100,000        |
| 2011         | ケビン・マーティン                                       | ニクラス・エディン                                       | グランド・プレーリー     | $100,000        |
| 2012         | ジョン・エッピング                                       | グレン・ハワード                                         | サマーサイド             | $100,000        |
| 2013         | グレン・ハワード                                         | マイク・マキュウェン                                     | トロント                 | $100,000        |
| 2014         | ケビン・マーティン                                       | ブラッド・ジェイコブス                                   | サマーサイド             | $100,000        |
| 2015         | ブラッド・ジェイコブス                                   | マイク・マキュウェン                                     | トロント                 | $100,000        |
| 2016         | ブラッド・グシュー                                       | ブラッド・ジェイコブス                                   | トロント                 | $100,000        |
| 2017         | ニクラス・エディン                                       | マイク・マキュウェン                                     | トロント                 | $150,000        |
| 2018         | ケヴィン・クーイ                                         | ニクラス・エディン                                       | トロント                 | $150,000        |
| 2019         | ブレンダン・ボッチャー                                   | ケヴィン・クーイ                                         | トロント                 | $150,000        |
| 2020         | 新型コロナウイルス（COVID-19）の感染拡大の影響により中止 | 新型コロナウイルス（COVID-19）の感染拡大の影響により中止 | トロント                 | $150,000        |
| 2021         | ブルース・マウアット                                     | ブラッド・グシュー                                       | カルガリー               | $175,000        |
| 2022         | ブルース・マウアット                                     | ニクラス・エディン                                       | トロント                 | $175,000        |
| 2023         | ケヴィン・クーイ                                         | ヤニック・シュヴァラー                                   | トロント                 | $175,000        |
| 2024         | ブラッド・グシュー                                       | ジョエル・レトルナス                                     | トロント                 | $175,000        |
| 2025         | ブルース・マウアット                                     | ヤニック・シュヴァラー                                   | トロント                 | $175,000        |

### 女子
| 開催年 | 優勝スキップ                                             | 準優勝スキップ                                           | 開催地               | 賞金総額（CAD） |
| ------ | -------------------------------------------------------- | -------------------------------------------------------- | -------------------- | --------------- |
| 2006   | ジェニファー・ジョーンズ                                 | シェリル・バーナード                                     | カルガリー           | $100,000        |
| 2007   | ジェニファー・ジョーンズ                                 | ケリー・スコット                                         | カルガリー           | $100,000        |
| 2008   | アンバー・ホランド                                       | クリスタ・マッカーヴィル                                 | セントジョンズ       | $100,000        |
| 2009   | ジェニファー・ジョーンズ                                 | シャノン・クレイブリンク                                 | グランド・プレーリー | $100,000        |
| 2010   | シェリル・バーナード                                     | クリスタル・ウェブスター                                 | ドーソン・クリーク   | $100,000        |
| 2011   | ジェニファー・ジョーンズ                                 | レイチェル・ホーマン                                     | グランド・プレーリー | $100,000        |
| 2012   | ステファニー・ロートン                                   | キャシー・オーバートン                                   | サマーサイド         | $100,000        |
| 2013   | イブ・ミュアヘッド                                       | マルガレータ・シーグフリードソン                         | トロント             | $100,000        |
| 2014   | ジェニファー・ジョーンズ                                 | レイチェル・ホーマン                                     | サマーサイド         | $100,000        |
| 2015   | イブ・ミュアヘッド                                       | アンナ・シードロヴァ                                     | トロント             | $100,000        |
| 2016   | イブ・ミュアヘッド                                       | ジェニファー・ジョーンズ                                 | トロント             | $100,000        |
| 2017   | ジェニファー・ジョーンズ                                 | ヴァル・スウィーティング                                 | トロント             | $150,000        |
| 2018   | ジェイミー・シンクレア                                   | ジェニファー・ジョーンズ                                 | トロント             | $150,000        |
| 2019   | ケリー・エイナーソン                                     | アンナ・ハッセルボリ                                     | トロント             | $150,000        |
| 2020   | 新型コロナウイルス（COVID-19）の感染拡大の影響により中止 | 新型コロナウイルス（COVID-19）の感染拡大の影響により中止 | トロント             | $150,000        |
| 2021   | ケリー・エイナーソン                                     | レイチェル・ホーマン                                     | カルガリー           | $175,000        |
| 2022   | アンナ・ハッセルボリ                                     | ケリー・エイナーソン                                     | トロント             | $175,000        |
| 2023   | イザベラ・ヴラノー                                       | シルヴァナ・ティリンツォーニ                             | トロント             | $175,000        |
| 2024   | シルヴァナ・ティリンツォーニ                             | イザベラ・ヴラノー                                       | トロント             | $175,000        |
| 2025   | シルヴァナ・ティリンツォーニ                             | レイチェル・ホーマン                                     | トロント             | $175,000        |

## 日本チームの出場成績
| 略語の説明 | 略語の説明         |
| ---------- | ------------------ |
| C          | 優勝               |
| F          | 準優勝             |
| SF         | ベスト4            |
| QF         | ベスト6・ベスト8   |
| R16        | ベスト16           |
| Q          | 予選敗退           |
| T2         | ティア2（2部）出場 |
| DNP        | 大会不参加         |
| N/A        | 開催せず           |

女子
| チーム / シーズン          | 2017–18 | 18–19 | 2019–20 | 20–21 | 21–22 | 22–23 | 23–24 | 24–25 |
| -------------------------- | ------- | ----- | ------- | ----- | ----- | ----- | ----- | ----- |
| ロコ・ソラーレ             | QF      | QF    | N/A     | QF    | QF    | QF    | Q     | Q     |
| フォルティウス             | DNP     | Q     | N/A     | DNP   | DNP   | DNP   | DNP   | QF    |
| 北海道銀行女子カーリング部 | DNP     | DNP   | N/A     | DNP   | DNP   | DNP   | DNP   | Q     |